# Matthew Israel
Matthew Israel er en amerikansk adfærdspsykolog, der er kendt for at grundlægge "Judge Rotenberg Center" samt for at opfinde apparatet Graduated Electronic Decelerator (GED). Matthew lod sig tidligt i sin karriere inspirere af Skinners utopiske roman "Walden Two".